# Telemidae
Telemidae là một họ nhện. Họ này gồm có chi và loài.